# Public Image Ltd
Public Image Ltd (zkráceně PiL) je britská rocková skupina, kterou v roce 1978 založil John Lydon po odchodu ze skupiny Sex Pistols., kytarista Keith Levene (zakládající člen The Clash), baskytarista Jah Wobble a bubeník Jim Walker. Sestava kapely se v průběhu let často měnila; Lydon je jejím jediným stálým členem.
Po Lydonově odchodu ze Sex Pistols v lednu 1978 hledal experimentálnější „anti-rockový“ projekt a PiL založil v červnu téhož roku. PiL vydali své debutové studiové album First Issue (1978), čímž vytvořili drsný, basově těžký zvuk inspirovaný dubem, noisem, progresivním rockem a diskem. Druhé studiové album Metal Box (1979) posunulo jejich zvuk ještě více do avantgardy a je často považováno za jedno z nejdůležitějších alb postpunkové éry.
Do roku 1984 ze skupiny odešli Levene, Wobble a Walker a skupina se fakticky stala sólovým projektem Lydona, který se vydal směrem k přístupnějšímu zvuku s komerčně úspěšnými studiovými alby This Is What You Want... This Is What You Get (1984) a Album (1986). Po přestávce na konci 90. let Lydon skupinu v roce 2009 znovu oživil a vydal několik dalších alb, včetně What the World Needs Now... (2015).

## Diskografie
Studiová alba
- First Issue (1978)
- Metal Box (1979)
- The Flowers of Romance (1981)
- This Is What You Want... This Is What You Get (1984)
- Album (1986)
- Happy?' (1987)
- 9 (1989)
- That What Is Not (1992)
- This is PiL (2012)
- What the World Needs Now (2015)
- End of World (2023)

## Gallery

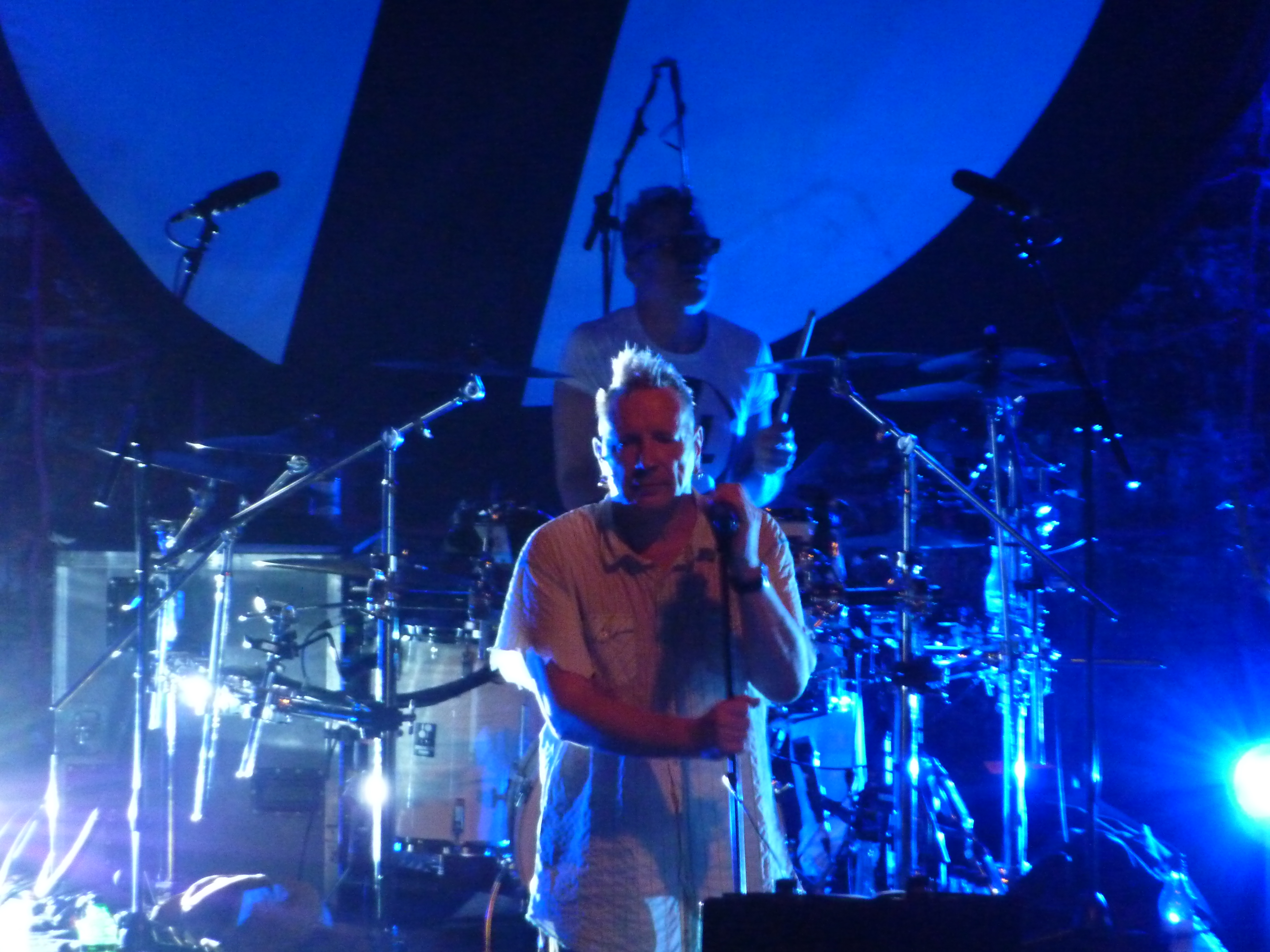
John Lydon & PiL Manchester 2012.
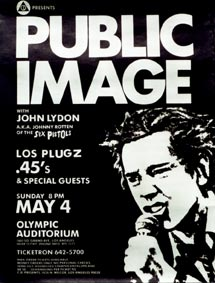
PR poster 1980.
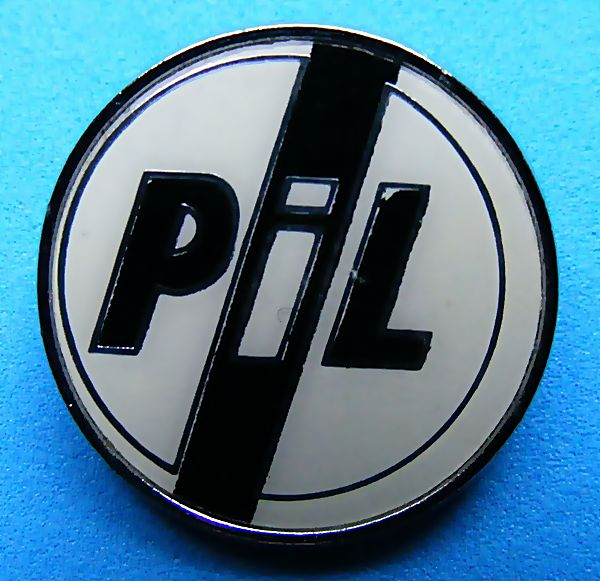
Logo.